# Viktor Chelnokov
Viktor Chelnokov (né le 2 janvier 1948 à Moscou et mort le 9 juillet 2009 dans la même ville) est un athlète russe, spécialiste des épreuves combinées. 
Représentant l'URSS, il remporte la médaille de bronze du décathlon aux championnats d'Europe 1969, devancé par les Est-allemands Joachim Kirst et Herbert Wessel.